# SureFire
Pour les articles homonymes, voir Sure Fire.
SureFire est une société américaine basée à Fountain Valley en Californie.

## Description
SureFire fabrique des lampes de très haute qualité basées sur un système d'éclairage employé pour les armes à feu et monté en série par la suite.
Les systèmes SureFire sont utilisés actuellement par le SWAT aux États-Unis pour leurs armes comme le Colt M4A1 et le Kimber.

## Galerie

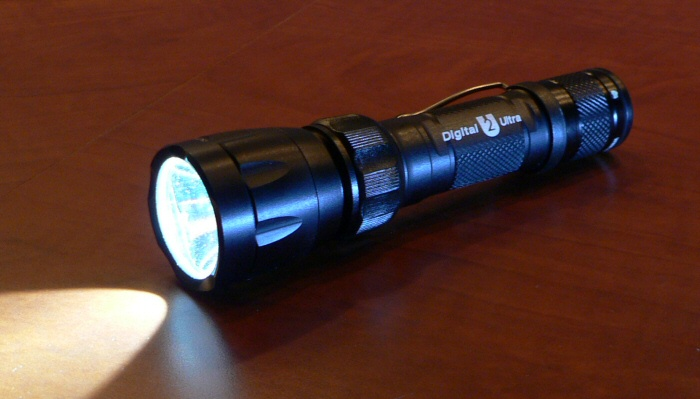
SureFire U2
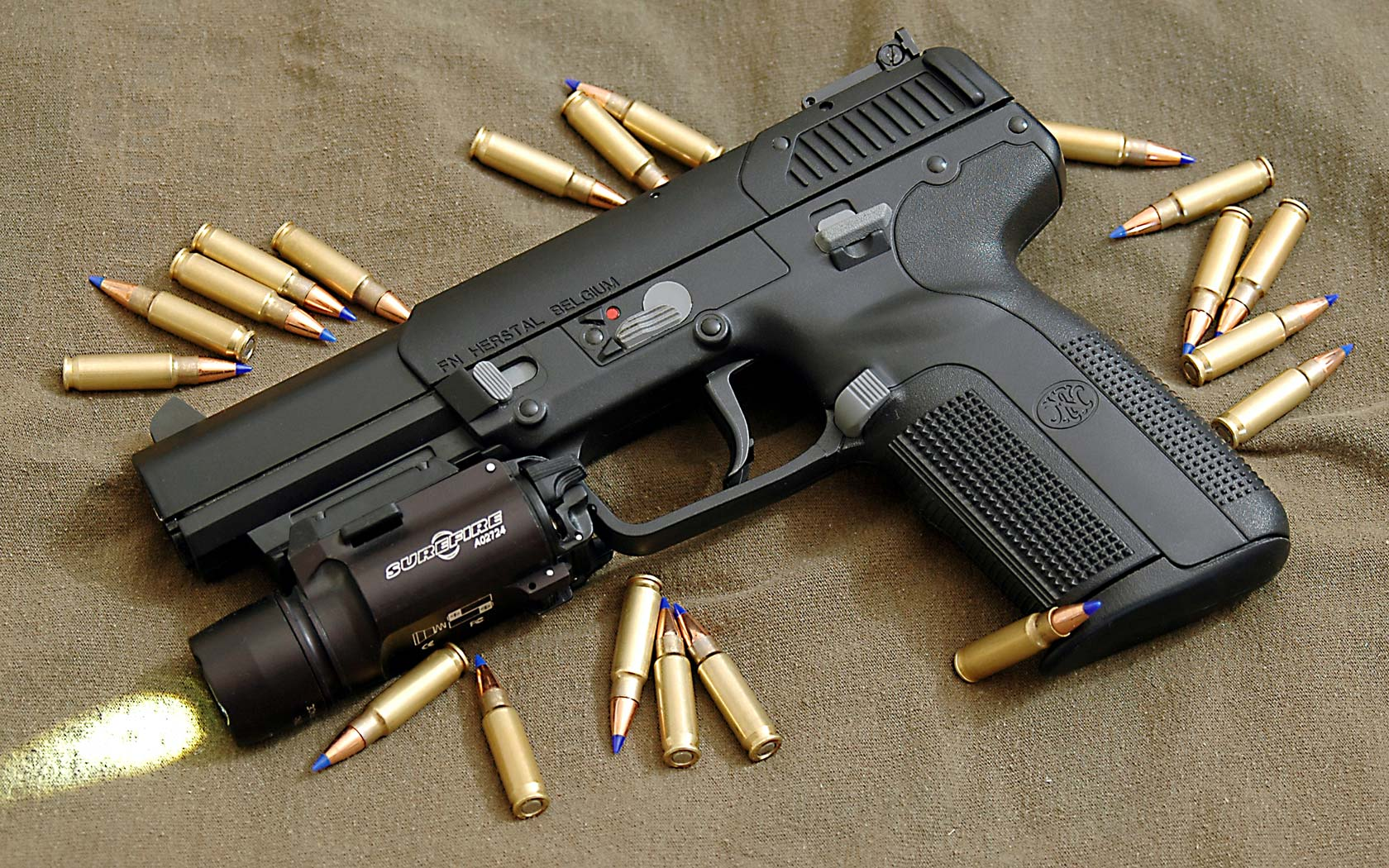
Five-seveN équipé d'une SureFire X200a
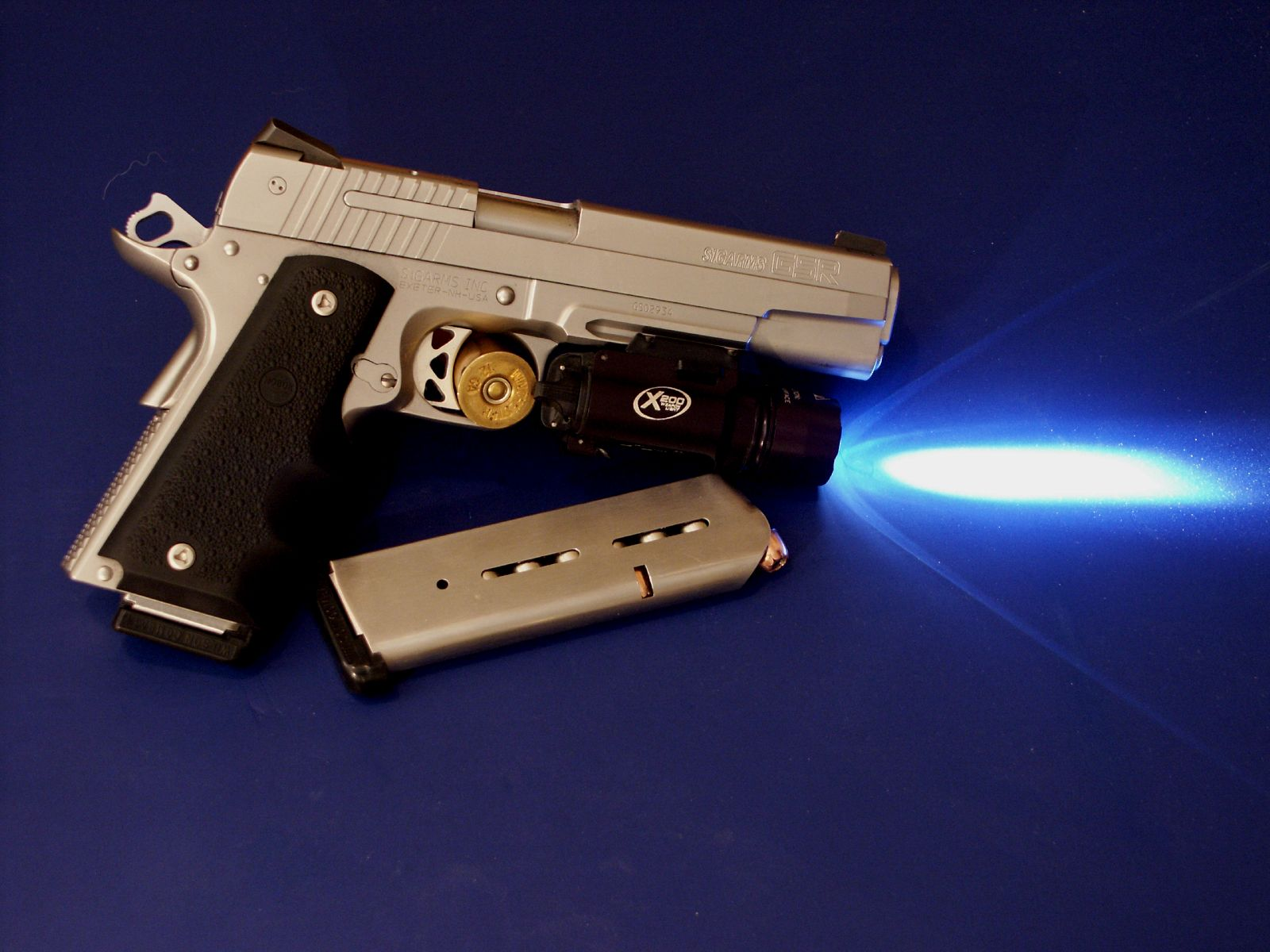
Sig Sauer GSR équipé d'une Surefire X200